# Пост 5 км (платформа)
Пост 5 км — залізничний колійний пост та пасажирська платформа на Московському напрямку Жовтневої залізниці (головний хід Жовтневої залізниці). Розташовується в промисловій зоні Санкт-Петербургу, поблизу межі Невського та Фрунзенського районів.
Колійний пост забезпечує примикання до головного ходу Жовтневої залізниці сполучних ліній від напівкільцевої внутрішньої лінії, а саме від станцій Волковська та Глухоозерська.
На посту дві пасажирські платформи, обидві укорочені. 
Поблизу платформи розташовані виробничі будівлі ряду підприємств: ВАТ «Завод турбінних лопаток», нафтобаза «Червоний нафтовик», ЗАТ «Лентехгаз» тощо.